# Bomolocha damnosalis
Bomolocha damnosalis är en fjärilsart som beskrevs av Walker 1859. Bomolocha damnosalis ingår i släktet Bomolocha och familjen nattflyn. Inga underarter finns listade i Catalogue of Life.